# 刘群 (十六国)
刘群（？—352年），字公度，中国西晋末年、十六国时期政治人物，中山郡魏昌（今河北省无极县）人。刘琨之子。
刘群少年时随父刘琨在并州晋阳（今山西省太原市）领偏军征讨。刘琨依附段部鲜卑段匹磾。318年，刘琨为段匹磾所害。刘琨余部卢谌等人拥刘群奔辽西依附段匹䃅弟段末柸。刘群为段末柸所重用。段辽任命他为左长史。后赵石虎伐段氏，段辽被石虎击败，刘群等封其府库，降石虎，石虎以刘群为秦州刺史。後出任中书令。石鉴即位，刘群为尚书左仆射。冉闵即位，以刘群为行台都督，率军镇压石氏旧臣的反抗。352年，前燕慕容儁灭冉闵，刘群于乱兵中被杀。